# Gertrude Spieß
Gertrude Spieß (* 1. Oktober 1947 in Eisenstadt als Gertrude Schneider) ist eine ehemalige österreichische Hauptschullehrerin und Politikerin (SPÖ). Spieß ist verheiratet und war von 1991 bis 2000 Abgeordnete zum Burgenländischen Landtag.
Spieß wurde als Tochter des Angestellten Eugen Schneider aus Eisenstadt geboren und besuchte nach der Volksschule in Eisenstadt das örtliche Gymnasium. Nach der Matura 1965 war Spieß bis 1985 Hauptschullehrerin an der Hauptschule Mattersburg und arbeitete danach am Pädagogischen Institut des Bundes für das Burgenland. Seit 1970 war Spieß Funktionärin der SPÖ. Sie war von 1977 bis 1992 Gemeinderätin und danach von 1991 bis 1992 Stadträtin in Mattersburg, war ab 1972 Frauenvorsitzende von Mattersburg sowie ab 1982 SPÖ-Bezirksfrauenvorsitzende in Mattersburg. Spieß hatte zwischen 1987 und 1990 zudem die Funktion der SPÖ-Bildungsvorsitzenden inne und vertrat die SPÖ vom 24. Jänner 1991 bis zum 28. Dezember 2000 im Landtag. Ab 1998 war Spieß auch Vorsitzende der SPÖ-Frauen im Burgenland und Landesparteivorsitzende-Stellvertreterin.